# Four Organs
Four Organs est une œuvre du compositeur américain Steve Reich écrite en 1970 dans le style de la musique minimaliste pour quatre orgues électroniques.

## Historique
Four Organs est un des premiers essais de Steve Reich pour s'affranchir de son principe de phasage/déphasage développé à la fin des années 1960. Il compose alors une œuvre pour orgues électriques expérimentant l'expansion des notes, à un moment où lui-même est influencé par les travaux similaires de Pérotin datant du XIIe siècle. Ce principe se retrouvera avec une richesse beaucoup plus poussée dans Music for 18 Musicians (1976). Reich continue cependant de travailler, exactement à la même époque, dans la voie de la musique de phase avec une pièce contemporaine Phase Patterns.
L'œuvre est créée au Musée Solomon R. Guggenheim en 1970, peu après sa composition, par Steve Reich et des membres de son ensemble. C'est l'une des premières pièces du compositeur à avoir été jouée devant un large public, en 1971 à Boston, par Michael Tilson Thomas, Steve Reich et des membres du Boston Symphony Orchestra, ainsi qu'en 1973 au Carnegie Hall, où sa représentation cause un scandale,,.
En 2008, Anne Teresa De Keersmaeker compose une chorégraphie originale sur Four Organs qui constitue le troisième mouvement du spectacle consacré à la musique de Reich et intitulé Steve Reich Evening.

## Structure
Basée sur l'idée d'augmentation lente d'un groupe de six notes étirées sur deux octaves, l'exécution de cette œuvre dure environ 19 minutes.

## Discographie sélective
- Sur le disque Phase Patterns- Piano Phase - Pendulum Music - Four Organs par l'Ensemble Avantgarde, Wergo, 1999.